# Harju JK Laagri
Harju JK is een Estische voetbalclub uit de plaats Laagri, iets ten zuiden van de hoofdstad Tallinn. De club werd opgericht in 2009 en richt zich op de gehele regio Harjumaa. De traditionele kleuren zijn rood en wit.

## Geschiedenis
De eerste jaren speelde het in de lagere amateurklassen, maar vanaf 2015 maakte Harju een vlucht omhoog in de voetbalpiramide.
Na de promotie in 2020 naar de Esiliiga B (derde niveau) stootte Harju JK meteen door naar de Esiliiga. Ook daar werd het debuutseizoen meteen omgezet in een promotie: in 2022 promoveerden de rood-witten voor het eerst naar de Meistriliiga, de hoogste klasse. In het seizoen van 2023 behaalde de club 23 punten. Harju JK won vijf wedstrijden en speelde achtmaal gelijk. Dit was echter niet genoeg voor lijfsbehoud; JK Tammeka Tartu eindigde op een negende plek met 27 punten. Na een seizoen degradeerde Harju JK terug naar de Esiliiga waar het in 2024 wederom kampioen werd en hiermee voor de tweede keer in korte tijd promotie bewerkstelligde.

## Erelijst
III liiga
Kampioen (1): 2019
Esiliiga
Kampioen (2): 2022, 2024

## Eindklasseringen vanaf 2015
| 5 |

| 7 |

| 8 |

| 3 |

| 1 |

| 2 |

| 2 |

| 1 |

| 10 |

| 1 |

| Meistriliiga | Esiliiga | Esiliiga B | II liiga | Niveau 5/6 |